# Юхарин, Павел Матвеевич
Павел Матвеевич Юхарин (1796 — 3 января 1876) — адмирал русского императорского флота, герой покорения Кавказа и обороны Севастополя.

## Биография
Старший брат адмирала Якова Матвеевича Юхарина. В 1811 году поступил в Морской кадетский корпус, в 1813 году был произведён в гардемарины. Окончил Морской корпус с производством 16 февраля 1816 года в мичманы.
В кампанию 1816 года на бриге «Феникс» перешел из Кронштадта до Стокгольма и Копенгагена. В кампанию 1817 года на корабле «Мироносиц» участвовал в перевозке войск из Кале в Кронштадт. В 1818—1819 годах на кораблях «Принц Густав» и «Берлин» крейсировал в Немецком и Балтийском морях. 22 апреля 1821 года произведен в лейтенанты. В кампанию 1821 года на фрегате «Гектор» крейсировал в Балтийском море. В 1822—1824 годах на фрегате «Вестовой» и корабле «Князь Владимир» дважды перешел из Архангельска в Кронштадт и на транспорте «Урал» из Кронштадта в Архангельск. В кампанию 1825 года на фрегате «Вестовой» крейсировал в Балтийском море.
В 1826 году принимал участие в экспедиции по описи Лапландского берега и на 80-пуш. корабле «Иезекииль» под командованием капитана 2-го ранга И. И. Свинкина перешел из Архангельска в Кронштадт. В 1827—1828 годах на фрегате «Ольга» и корабле «Кульм» дважды перешел из Архангельска в Кронштадт. В 1829 году на корабле «Кульм» крейсировал в Балтийском море. 23 июня 1831 года произведен в капитан-лейтенанты. В 1832—1835 годах командовал люгером «Стрельна» в Финском заливе.
В 1836 году был переведён из Балтийского флота в Черноморский и находился при проводке 84-пуш. корабля «Силистрия» от Николаева до Севастополя. В 1837 году, командуя корветом «Ифигения», участвовал в Абхазской экспедиции и за отличие против горцев, при высадке десанта у реки Шапсухо, был награждён орденом Святого Владимира 4-й степени с бантом.
В 1838—1840 годах, командуя тем же корветом, крейсировал в Архипелаге, находясь в распоряжении греческой миссии. 18 января 1839 года произведен в капитаны 2-го ранга.
В 1840 году был награждён орденом Святого Георгия 4-й степени за выслугу 25 лет в офицерских чинах и до 1845 года плавал в Чёрном море, командуя фрегатами «Агатополь» и затем «Флора». В 1841 году награждён орденом Святого Станислава 2-й степени (впоследствии получил императорскую корону к этому ордену). 11 апреля 1843 года произведен в капитаны 1-го ранга.
В 1845 году, командуя фрегатом «Флора», плавал в Чёрном море под флагом вице-адмирала Ф. П. Литке, с Его Императорским Высочеством генерал-адмиралом Константином Николаевичем, и был награждён орденом Святой Анны 2-й степени и бриллиантовым перстнем с вензелем Его Императорского Высочества. В 1846—1851 годах командовал линейным кораблём «Силистрия».
6 декабря 1851 года был произведён в контр-адмиралы с назначением командиром 1-й бригады 5-й флотской дивизии и с 1852 по 1854 годы плавал у восточных берегов Чёрного моря, держа флаг на фрегате «Кагул», кораблях «Трёх Иерархов» и «Святослав». В 1854 году награждён орденом Святой Анны 1-й степени за храбрость и хладнокровие во время бомбардировки Севастополя англо-французскими войсками и флотом. 27 июля 1855 года был назначен командиром 1-й бригады 4-й флотской дивизии, а 1 октября того же года — командиром 3-й бригады той же дивизии. В 1856 году ввиду упразднения бригад был назначен состоять при дивизии черноморских флотских экипажей и в том же году награждён бриллиантовым перстнем «в воздаяние особых трудов по поднятию из воды судов в Севастополе».
28 декабря 1859 года произведён в вице-адмиралы с увольнением со службы, но 5 октября 1870 года вновь поступил на действительную службу и назначен был состоять при Черноморской гребной флотилии.
28 марта 1871 года был произведён в полные адмиралы и в 1873 году награждён орденом Святого Владимира 2-й степени.

## Награды
- Орден Святого Владимира 4-й степени с бантом (03.10.1838)
- Орден Святого Георгия 4-й степени 25 лет выслуги в офицерских чинах (11.12.1840)
- Орден Святого Станислава 2-й степени (05.12.1841)
- Императорская корона к ордену Святого Станислава 2-й степени (27.12.1844)
- Орден Святой Анны 2-й степени (13.09.1845)
- Бриллиантовый перстень с вензелем Его Императорского Высочества (1845)
- Орден Святой Анны 1-й степени за отличие при обороне Севастополя (1854)
- Бриллиантовый перстень (1856)
- Орден Святого Владимира 2-й степени (1873)